# Des Moines (Washington)
Des Moines (kiejtése: dəˈmɔɪn) az Amerikai Egyesült Államok északnyugati részén, Washington állam King megyéjében elhelyezkedő város. A 2010. évi népszámlálási adatok alapján 29 673 lakosa van.

## Történet
George Vancouver és csapata 1792. május 26-án érkezett a térségbe. Az első amerikaiak Charles Wilkes és társai voltak. Az első telepes az 1887 körül ideérkező John Moore, aki 1872. július 2-án kapott tulajdoni jogot.
1887-ben F. A Blasher meggyőzte az Iowa állambeli Des Moines-ban élő barátait, hogy segítsenek a washingtoni település fejlesztésében. A területet a Des Moines Improvement Company felparcellázta és értékesítette. Az első lakosok többsége a faiparban dolgozott.
A közlekedés kezdetben vízen zajlott; az első közút (Brick Highway) 1916 májusára készült el. A Vashon felé közlekedő komp 1916. november 13-a és 1921 szeptembere között járt.
A második világháborút követően a lakosságszám növekedésével a megye által működtetett infrastruktúra nem tudott lépést tartani, így Des Moines 1959. június 17-én városi rangot kapott.
Az 1969. december 12-i tornádó egy embert megsebesített. 1982. november 22-én Zenith település Des Moines-ba olvadt.

## Éghajlat
A város éghajlata mediterrán (a Köppen-skála szerint Csb).

## Népesség
A 2010-es népszámláláskor a városnak 29 673 lakója, 11 664 háztartása és 7249 családja volt. A népsűrűség 1786,5 fő/km2. A lakóegységek száma 12 588, sűrűségük 757,9 db/km2. A lakosok       . 
A háztartások %-ában élt 18 évnél fiatalabb. % házas,   % pedig nem család. % egyedül élt; %-uk 65 éves vagy idősebb. Egy háztartásban átlagosan  személy élt; a családok átlagmérete  fő.
A medián életkor  év volt. A város lakóinak %-a 18 évesnél fiatalabb, % 18 és 24 év közötti, %-uk 25 és 44 év közötti, %-uk 45 és 64 év közötti, %-uk pedig 65 éves vagy idősebb. A lakosok %-a férfi, %-a pedig nő.

## Oktatás
A városi iskolák többségének fenntartója a Highline Public Schools, a Woodmont és Redondo városrészekben fekvőké pedig a Federal Way Public Schools.
A település oktatási intézményei a Des Moines, Midway, North Hill, Olympic Hill, Parkside és Woodmond általános iskolák, valamint a Pacific Middle School és a Mount Rainier High School középiskolák.
Des Moines-ban a katolikus és az evangélikus egyház is fenntart egy-egy oktatási intézményt.
A város a Highline Főiskola székhelye, ahol a Közép-washingtoni Egyetem Des Moines-i kampusza is működik.

## Közlekedés
A város közösségi közlekedését a King County Metro biztosítja.

## Nevezetes személyek
- Darwin Jones, labdarúgó[20]
- Gregory Carroll, tenor[21]
- Mary Kay Letourneau, szexuális bűnelkövető[22]

## Fordítás
- Ez a szócikk részben vagy egészben  a   Des Moines, Washington című angol Wikipédia-szócikk ezen változatának fordításán alapul.  Az eredeti cikk szerkesztőit annak laptörténete sorolja fel. Ez a jelzés csupán a megfogalmazás eredetét és a szerzői jogokat jelzi, nem szolgál a cikkben szereplő információk forrásmegjelöléseként.